# Hermann Amos (Politiker)
Hermann Amos (* 26. August 1813; † 27. Dezember 1873 in Eningen unter Achalm) war ein württembergischer Politiker.

## Leben
Amos’ Vater war der Klosteroberamtsverwalter Hermann Konrad Karl Amos. Hermann Amos war 1838 Schultheiß in Faurndau, 1839 dann Rentamtmann in Schramberg und 1855 Schultheiß in Eningen unter Achalm, wo er auch als Ratsschreiber und als Verwaltungsaktuar fungierte. 1861 wurde er als Ersatz für den verstorbenen Karl Hieronymus Friedrich Esenwein in die Württembergische Kammer der Abgeordneten gewählt, der er bis 1868 angehörte. 1873 musste Amos nach einem Schlaganfall von seinen Ämtern zurücktreten.